# U-99 (1940)
U-99 – niemiecki okręt podwodny (U-Boot) typu VII B z okresu II wojny światowej. Okręt wszedł do służby w 1940 roku.

## Historia
Jego jedynym dowódcą był Otto Kretschmer. Okręt odbył 8 patroli bojowych, podczas których zatopił 38 jednostek o łącznej pojemności 246 794 BRT, w tym 3 krążowniki pomocnicze (46 440 BRT), uszkodził 5 dalszych statków (37 965 BRT), zdobył jeden pryz – estoński parowiec „Merisaar”.
16 marca 1941 roku na południowy wschód od Islandii U-99 wraz z innymi U-Bootami (U-37, U-74, U-100, U-110) atakował konwój HX-112. Zdołał zatopić sześć jego statków i uszkodzić jeden. Dzień później, tj. 17 marca 1941 roku, atak brytyjskiego niszczyciela HMS „Walker” zmusił U-99 do wynurzenia; dowódca okrętu podwodnego wydał rozkaz samozatopienia jednostki; zginęło 3 marynarzy.